# Teddy Reno ed i suoi piccoli amici
Teddy Reno ed i suoi piccoli amici è un EP del cantante Teddy Reno pubblicato nel 1957 dalla CGD.

## Tracce
Lato A
1. Ninna nanna del cavallino (Pietro Garinei, Sandro Giovannini, Renato Rascel)
2. Tu sorridi e passa un angelo (Gorni Kramer, P. Garineri, S. Giovannini)

Lato B
1. Tanti auguri a te (Mildred J. Hill, Patty Smith Hill, Nomen)
2. Piccolissima serenata (Antonio Amurri, Gianni Ferrio)